# Champions League europea (tennistavolo)
La European Champions League (ECL) è la competizione stagionale di Tennis tavolo per le squadre di club europee con il punteggio più alto ed è considerata la più importante competizione internazionale per club in Europa. È organizzato dall'Unione Europea Tennistavolo (ETTU) e ha sostituito la European Club Cup of Champions (ECCC), la precedente importante competizione per club, dalla stagione 1998/99. In origine c'era solo una competizione maschile; nella stagione 2005/06 è stata introdotta una competizione femminile.
Il club tedesco del Borussia Düsseldorf è il club di maggior successo nella storia della competizione maschile, avendo vinto la competizione sette volte e arrivando secondo tre volte, mentre il club belga La Villette Charleroi e il club russo Fakel Gazprom hanno entrambi vinto cinque titoli.
Nella competizione femminile, il TTC Berlin Eastside ha vinto il campionato cinque volte, diventando così il club di maggior successo.

## Storia
Nel 1960/61 si disputò la European Club Cup of Champions, la prima competizione europea per club di massimo livello.
La Men's Champions League è stata organizzata per la prima volta nella stagione 1998/99, con l'obiettivo di sostituire la European Club Cup of Champions. A partire dalla seconda stagione (1999/2000) è stato cambiato il sistema di gioco. Il numero di partite  ridotto da sette a cinque e la gara di doppio annullata, tutto questo con l'obiettivo di avere una migliore presentazione televisiva e uno spettacolo più emozionante per gli spettatori. La competizione è entrata in una nuova era nel peiodo dal 2005 al 2006, quando la Women's Champions League è iniziata con otto club e il campionato maschile è stato ampliato da 8 a 16 club, consentendo la partecipazione di un maggior numero di nazioni. Questi ulteriori cambiamenti sono stati intrapresi nella speranza di rendere il tennis da tavolo più popolare a livello europeo. Tuttavia, il numero di squadre nella competizione femminile è sceso da otto a sei nella stagione 2009/10.
Nella stagione 2010/11, a causa della crisi finanziaria globale, solo quattro squadre hanno partecipato alla competizione femminile, di conseguenza, la competizione femminile è stata sospesa per un anno. Anche la competizione maschile ne ha risentito, facendo diminuire il numero delle squadre da 16 a 14.
La competizione femminile è ripresa nella stagione 2011/12, con sei squadre che partecipano alla competizione. Anche il numero delle squadre nella competizione maschile è stato riportato a 16.

## Qualifica
Solo le squadre delle principali leghe nazionali hanno il diritto di partecipare alla competizione.
Per la gara maschile vengono automaticamente inseriti nella competizione i 4 semifinalisti dell'anno precedente e i restanti 12 posti sono occupati dalle 12 squadre con il maggior numero totale di punti in classifica per i loro tre migliori giocatori classificati nell'attuale classifica mondiale, in questo conteggio viene considerato un solo "giocatore straniero".
Per il campionato femminile, le due finaliste dell'anno precedente competono nella competizione con le sei squadre con il maggior numero totale di punti in classifica per le loro tre giocatrici meglio classificate, anche in questo caso è considerando una sola "giocatrice straniera".
Esiste un limite al numero di club della stessa nazione. Possono partecipare alla competizione non più di 4 o 3 società, rispettivamente maschili e femminili, della stessa federazione.Nella competizione maschile, se i semifinalisti dell'anno precedente provenissero dalla stessa federazione e una quinta squadra avesse il punteggio più alto in classifica, la classifica dei campionati finali per squadre nazionali deciderebbe la qualificazione.

## Formato
Il campionato europeo si completa in due fasi. La prima fase prevede il girone all'italiana, mentre la seconda fase è la fase a eliminazione diretta a 2 gare consecutive.
Per il campionato maschile, le 16 squadre sono suddivise in quattro gironi all'interno dei quali si disputano gironi all'italiana. Le quattro squadre con il punteggio più alto in classifica saranno teste di serie e giocheranno rispettivamente nei quattro gironi. Durante la fase a gironi, vengono assegnati 2 match point per una vittoria, 1 per una sconfitta e 0 per una sconfitta in una partita non giocata o non conclusa, e l'ordine di classifica è determinato dal numero di match point guadagnati.
Se due o più squadre hanno ottenuto lo stesso numero di punti partita, la loro posizione relativa è determinata solo dai risultati delle partite tra di loro, prendendo successivamente il numero di punti partita, i rapporti tra vittorie e sconfitte nelle singole partite, partite e punti, per quanto necessario per risolvere l'ordine. Il lotto viene utilizzato per determinare la posizione se le squadre sono uguali in tutti i criteri di cui sopra.
Le prime due squadre di ogni girone si sono qualificate per la fase a eliminazione diretta. Queste otto squadre giocherebbero in un unico sistema a eliminazione diretta, con quarti di finale, semifinali e finali, per determinare il vincitore della competizione. In ogni fase si giocano due gare, in casa e in trasferta, per ogni pareggio e le squadre vincono il pareggio se vincono entrambe le gare. Se ogni squadra vince una gara, il risultato è determinato dal punteggio complessivo prima nelle partite individuali, poi nelle partite e infine in punti.
La competizione femminile si svolge in un formato simile, con l'eccezione che le sei squadre sono divise in due gironi e le due squadre con il punteggio più alto in classifica sarebbero le teste di serie.

## Sistema di gioco
La competizione si gioca con il nuovo sistema Swaythling Cup (al meglio di 5 singoli). Una squadra è composta da 3 giocatori selezionati tra quelli nominati per l'evento. Le squadre avversarie giocano 5 partite singole con l'ordine di partita A v X, B v Y, C v Z, A v Y, B v X. La partita a squadre terminerà se una delle due squadre avrà vinto 3 incontri.

## Composizione della squadra
Una società può nominare fino a 8 giocatori per l'intero evento, all'interno dei quali possono esserci un massimo di 2 giocatori stranieri. Solo 1 giocatore straniero può giocare in ogni partita di squadra e solo i giocatori che hanno partecipato ad almeno il 50% delle partite del girone sono ammessi a giocare la seconda fase. I giocatori di riserva presenti in sala saranno considerati come partecipanti alla partita, se confermati sul foglio dei risultati dall'arbitro.
Ogni giocatore può giocare solo per un club in una stagione. Questo regolamento si applica anche ai giocatori che prendono parte a qualsiasi altra competizione a squadre a livello nazionale sotto l'autorità di un'associazione membro dell'ITTF, ad eccezione degli impegni per la loro squadra nazionale.

## Statistiche

### Risultati per club

#### Champions League maschile
| Club                      | Vittorie | Secondi posti | Anni vittorie                            | Anni secondi posti                 |
| ------------------------- | -------- | ------------- | ---------------------------------------- | ---------------------------------- |
| Borussia Düsseldorf       | 7        | 6             | 2000, 2009, 2010, 2011, 2018, 2021, 2022 | 1999, 2015, 2017, 2023, 2024, 2025 |
| Royal Villette Charleroi  | 5        | 4             | 2001, 2002, 2003, 2004, 2007             | 2005, 2006, 2008, 2010             |
| TTC Fakel Gazprom         | 5        | 3             | 2012, 2013, 2015, 2017, 2019             | 2011, 2014, 2018                   |
| FC Saarbrücken            | 3        | 1             | 2023, 2024, 2025                         | 2021                               |
| TTV RE-BAU Gönnern        | 2        |               | 2005, 2006                               |                                    |
| AS Pontoise Cergy         | 2        |               | 2014, 2016                               |                                    |
| SVS Niederösterreich      | 1        | 4             | 2008                                     | 2000, 2001, 2002, 2007             |
| Caen Tennis de Table Club | 1        |               | 1999                                     |                                    |
| TTC Zugbrücke Grenzau     |          | 2             |                                          | 2003, 2004                         |
| UMMC Ekaterinburg         |          | 2             |                                          | 2012, 2019                         |
| TTC Liebherr Ochsenhausen |          | 1             |                                          | 2009                               |
| Chartres ASTT             |          | 1             |                                          | 2013                               |
| Eslövs AI BTK             |          | 1             |                                          | 2016                               |

#### Champions League femminile
| Club                          | Vittorie | Secondi posti | Anni vittorie                      | Anni secondi posti |
| ----------------------------- | -------- | ------------- | ---------------------------------- | ------------------ |
| TTC Berlin Eastside           | 6        | 1             | 2012, 2014, 2016, 2017, 2021, 2025 | 2022               |
| KTS Tarnobrzeg                | 3        | 2             | 2019, 2022, 2023                   | 2016, 2017         |
| Linz AG Froschberg            | 2        | 3             | 2009, 2013                         | 2010, 2015, 2021   |
| MF Services Heerlen           | 2        | 1             | 2007, 2010                         | 2006               |
| Sterilgarda TT Castelgoffredo | 2        |               | 2005, 2006                         |                    |
| Fenerbahçe                    | 1        | 1             | 2015                               | 2014               |
| Dr. Časl                      | 1        | 1             | 2018                               | 2019               |
| FSV Kroppach                  |          | 2             |                                    | 2008, 2009         |
| Metz TT                       |          | 2             |                                    | 2023, 2025         |
| Müllermilch Langweid          |          | 1             |                                    | 2006               |
| SVS Ströck                    |          | 1             |                                    | 2012               |
| Budaörsi SC                   |          | 1             |                                    | 2013               |
| Bursa BB                      |          | 1             |                                    | 2018               |
| ASRTT Étival-Raon             |          | 1             |                                    | 2024               |